# Xhelal Pascha Zogolli

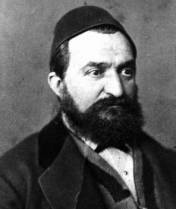
Xhelal Pascha Zogolli

Xhelal Pascha Zogolli, auch Xhalal Pasha, war der erbliche Gouverneur von Mat, Vater von Xhemal Pascha Zogu und Großvater des albanischen Königs Zog I. aus dem Haus Zogu.
Xhelal wurde privat erzogen und ausgebildet. Er kämpfte im Krieg gegen Montenegro 1852 bis 1853. Später besuchte er Russland und versuchte nach seiner Rückkehr, einen Aufstand gegen das Osmanische Reich anzuzetteln. Er heiratete Ruqiya Chanum (Ruhijé Hanem) aus der Alltuni-Familie. Er starb; angeblich vergiftet durch osmanische Agenten in Wien, Österreich und wurde in Hadschi Badem Uskanda, Konstantinopel, Türkei begraben.
| Personendaten    | Personendaten                                                                    |
| ---------------- | -------------------------------------------------------------------------------- |
| NAME             | Zogolli, Xhelal Pascha                                                           |
| ALTERNATIVNAMEN  | Pasha, Xhalal                                                                    |
| KURZBESCHREIBUNG | Gouverneur von Mat und Großvater des albanischen Königs Zog I. aus dem Haus Zogu |
| GEBURTSDATUM     | 18. Jahrhundert oder 19. Jahrhundert                                             |
| STERBEDATUM      | 19. Jahrhundert oder 20. Jahrhundert                                             |